# Blueshirts (Irlanda)
L'Associació de Camarades de l'Exèrcit (ACA), més tard anomenada Guàrdia Nacional, posteriorment Irlanda Jove i finalment Lliga de Joventut, però més coneguda pel renom de Blueshirts (irlandès:Na Léinte Gorma), era una organització feixista paramilitar de l'Estat Lliure irlandès en els primers anys 1930s.
El grup va actuar de força de xoc per proporcionar protecció física per grups polítics de la dreta irlandesa com el Cumann na nGaedheal dels atacs de l'IRA contrari al Tractat Angloirlandès i a la partició d'Irlanda. Durant els primers anys 1930s els enfrontaments entre els Blueshirts i l'IRA es feren habituals.
Sota el comandament d'Eoin O'Duffy, cap de la Garda Síochána (policia irlandesa) i admirador de Mussolini, l'ACA es radicalitzà l'abril de 1933, l'ACA va començar a vestir-se amb el distintiu uniforme de camises blaves. D'aquí el nom de blueshirts, a imitació de les camises negres feixistes italianes. Els Blueshirts van adoptar el corporativisme com a principal objectiu polític, van canviar el nom pel de Guàrdia Nacional. O'Duffy va modelar l'organització adoptant elements del feixisme europeu, com ara la salutació de braç dret romà, uniformes i enormes concentracions. La pertinença a la nova organització es va limitar a persones irlandeses i amb pares que "professessin la fe cristiana".
La Guàrdia Nacional planejava celebrar una desfilada a Dublín l'agost de 1933. Es tractava de dirigir-se al cementiri de Glasnevin, parant breument a Leinster davant del parlament irlandès, on havien de tenir lloc els discursos. El govern del Fianna Fail va prohibir la desfilada, recordant la marxa de Mussolini sobre Roma i tement un cop d'estat. O'Duffy va organitzar diverses desfilades provincials amb el pretext de commemorar la mort de Griffith, O'Higgins i Collins. El President Eamonn de Valera va veure aquest moviment desafiant la seva prohibició i els Blueshirts van ser declarats una organització il·legal. De Valera destituí O'Duffy del seu càrrec de comissariat de la policia.
El mes següent l'ACA, el Cumann na nGaedheal i el Partit del Centre Nacional es van fusionar per formar un nou partit, Fine Gael, el 3 de setembre de 1933. Eoin O'Duffy es va convertir en el seu primer president, amb W. T. Cosgrave i James Dillon com a vicepresidents. Posteriorment, la Guàrdia Nacional es va reconstituir com una nova organització dins de Fine Gael, anomenada Young Ireland Association.
El 1936, alguns membres dels blueshirts van anar a combatre amb els rebels feixistes de Franco en la Guerra Civil espanyola després del grup hagués estat formalment dissolt.